# Dominik Kocsis
Dominik Kocsis (Nagykanizsa, 1º agosto 2002) è un calciatore ungherese, attaccante del Debrecen.

## Carriera

### Club
Cresciuto nel Nagykanizsa, squadra della sua città natale, nel 2014 entra a far parte del settore giovanile dell'Honvéd, debuttando in prima squadra il 31 ottobre 2020 in occasione dell'incontro di Nemzeti Bajnokság I pareggiato per 1-1 contro il Mezőkövesd-Zsóry. La stagione seguente passa in prestito al Diósgyőr, scendendo di categoria, chiudendo la stagione con 25 presenze ed una rete segnata all'Haladás. Rientrato all'Honvéd, rimane a pieno regime in prima squadra, riuscendo a segnare la prima rete con il club nel secondo turno di Coppa d'Ungheria, ancora contro l'Haladás, nella partita terminata per 2-0 a favore del suo club, aiutandolo a passare il turno. L'11 marzo in campionato contro lo Zalaegerszeg, segna il gol che consegna la vittoria alla sua squadra. Seguono ottime prestazioni, che gli spalancano le porte della nazionale e della formazione titolare. Il 31 gennaio 2024, viene acquistato dal Debrecen.

### Nazionale
Il 23 settembre 2022, debutta con la nazionale ungherese Under-21 contro i pari età della Bulgaria, segnando il gol della partita vinta per 1-0.

## Statistiche

### Presenze e reti nei club
Statistiche aggiornate al 21 giugno 2024.
| Stagione        | Squadra         | Campionato      | Campionato | Campionato | Coppe nazionali | Coppe nazionali | Coppe nazionali | Coppe continentali | Coppe continentali | Coppe continentali | Altre coppe | Altre coppe | Altre coppe | Totale | Totale |
| Stagione        | Squadra         | Comp            | Pres       | Reti       | Comp            | Pres            | Reti            | Comp               | Pres               | Reti               | Comp        | Pres        | Reti        | Pres   | Reti   |
| --------------- | --------------- | --------------- | ---------- | ---------- | --------------- | --------------- | --------------- | ------------------ | ------------------ | ------------------ | ----------- | ----------- | ----------- | ------ | ------ |
| 2020-2021       | Honvéd II       | NBIII           | 16         | 5          |                 | -               | -               |                    | -                  | -                  |             | -           | -           | 16     | 5      |
| 2020-2021       | Honvéd          | NBI             | 9          | 0          | MK              | 2               | 0               | UEL                | 0                  | 0                  |             | -           | -           | 11     | 0      |
| 2021-2022       | Diósgyőr        | NBII            | 24         | 1          | MK              | 1               | 0               |                    | -                  | -                  |             | -           | -           | 25     | 1      |
| 2022-2023       | Honvéd          | NBI             | 31         | 2          | MK              | 3               | 1               |                    | -                  | -                  |             | -           | -           | 34     | 3      |
| 2022-gen. 2023  | Honvéd          | NBII            | 17         | 1          | MK              | 1               | 0               |                    | -                  | -                  |             | -           | -           | 18     | 1      |
| Totale Honvéd   | Totale Honvéd   | Totale Honvéd   | 57         | 3          |                 | 6               | 1               |                    | 0                  | 0                  |             | -           | -           | 63     | 4      |
| gen.-giu. 2024  | Debrecen        | NBI             | 6          | 0          | MK              | 1               | 0               |                    | -                  | -                  |             | -           | -           | 7      | 0      |
| Totale carriera | Totale carriera | Totale carriera | 103        | 9          |                 | 8               | 1               |                    | 0                  | 0                  |             | -           | -           | 111    | 10     |